# Dějiny ruských Němců
Dějiny ruských Němců, tzn. osob německé národnosti žijících na ruském území, je možné rozdělit na několik epoch:

## První Němci vruských městech

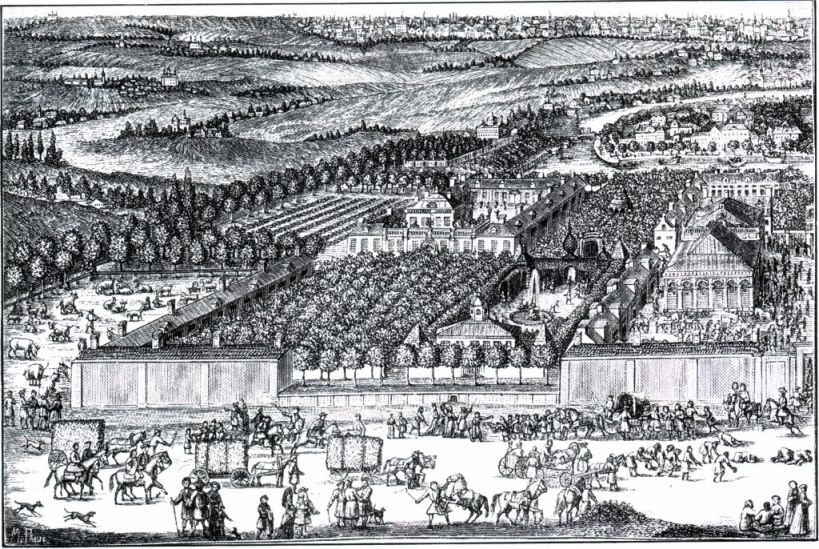
Německaja sloboda - Německé předměstí v Moskvě, 17. století

Již ve středověku přicházeli Němci do starého Ruska, poté, co si lübečtí obchodníci kolem roku 1200 zřídili hanzovní komoru v Novgorodu. Tento městský stát představoval tehdejší nezávislé Rusko, v době, kdy ostatní ruská knížectví podléhala tatarské porobě. 
Východní soused, Moskevské knížectví, si za vlády Ivana III. (vládl v letech 1462-1505) podmanila Novgorod (1478) a později osvobodila také hanzovní kontor. Ivan III. byl současně prvním z celé řady carů, kteří verbovali nové řemeslníky ze zahraničí. Tak se na Rus dostali další Němci, z nichž se někteří trvale usadili v novém mocenském centru, Moskvě.
Car Ivan IV. (1547-1587) chtěl za pomoci německých vojáků ovládnout tatarská území (chanáty) na Volze. Tím se také uvolnila cesta na Sibiř. V průběhu první poloviny 17. století se cizinci přicházející do Moskvy společně s Rusy, ale 4. října 1652 vydal car Alexej I. (1645-1676), otec Petra I., výnos o vysídlení všech Západoevropanů za městské hranice Moskvy, do tzv. cizineckého předměstí. Od té doby se toto místo nazývá Nové Německo nebo Německé předměstí (Německaja sloboda), neboť Rusové nazývali všechny přišedší ze západní Evropy a neznalé ruského jazyka jako "Němce“ (tzn. "němé"). Podle sčítání majetku z roku 1665 bylo na Německém Předměstí 206 dvorů s přibližně 1200 cizinců. V roce 1725 představoval jejich počet již 2500, avšak jejich podíl na celkovém počtu obyvatel města činil pouze 2 %.
Car Petr I. (1689–1725) nechal v roce 1703 vystavět nové hlavní sídlo v Petrohradě, kde poté pracovali a žili řemeslníci převážně najatí ze zahraničí. Za jeho panování se mnoho Baltských Němců, kteří zde byli již od doby Německých rytířů, dostalo pod ruskou nadvládu. Kromě přístupu k Baltskému moři chtěl získat také severní pobřeží Černého moře. To se ovšem podařilo až Kateřině II.

## Němečtí osadníci v Rusku

### Kateřina II.
Vliv německého živlu na dějiny Ruska ještě stoupal za nástupců Petra Velikého: z Německých zemí pocházeli někteří ruští ministři a poradci a carská rodina Romanovců se spojovala s dalšími evropskými dynastiemi. Kateřina II. (1762-1796), která sama pocházela z Německa, zastávala, podobně jako Fridrich II. v Prusku, Marie Terezie a Josef II. v Rakousku, osvícenský absolutismus a podobně jako oni podporovala kolonizaci málo, nebo vůbec neosídlených území uvnitř státu, aby dosáhla zvýšení počtu obyvatel. Od této zalidňovací politika se očekávalo moc a bohatství pro stát. V Rusku se také stávalo, že některá území byla zajišťována před kočovnými kmeny.

### Zvací manifest
Jelikož většina ruských sedláků byla nevolníky svých pánů a počet svobodných sedláků nedostačoval, sháněla ruská vláda nové osadníky především v zahraničí. Jeden takový zvací manifest z 22. července 1763 nabízel zahraničním osadníkům řadu privilegií: 
- svobodu vyznání,
- osvobození od vojenské služby,
- samosprávu na místní úrovni v rodném jazyce,
- finanční pomoc do začátku,
- 30 let daňové svobody[1]

### Vycestování
Zejména v německých knížectvích měly přísliby, které nechala Kateřina II. svými verbíři zveřejnit v dobovém tisku a vyvěsit na kostelích, silný vliv. Motivy k opuštění země (emigraci) byly silné zejména v době sedmileté války (1756 – 1763), kterou byli zasaženi především obyvatelé z oblastí Porýní, severního Bavorska a severního Bádenska a hesenských oblastí a Falce.

### Příchod prvních osadníků
Již v letech 1764-1767 vycestovalo do Ruska asi 30 000 osob – převážně Němců, ale bylo mezi nimi také několik desítek Francouzů, Nizozemců a Švédů. Tisíce lidí nepřežily útrapy dlouhé cesty, podlehly hladu či nemocem. Ani po příjezdu nebyla situace o mnoho lepší. Přistěhovalci brzy zjistili, že podobné výhody, kterých několik staletí předtím požívali jejich soukmenovci, již neplatí. Nesměli vykonávat svá řemesla ve městech, nemohli si ani sami vybrat pozemky, na nichž by se usadili. Místo toho byla část těchto osadníků převezena do venkovských oblastí v okolí Petrohradu, větší část ovšem do Povolží u Saratova, kde měli všichni vykonávat zemědělské práce. 

### Osadníci v Povolží
Přes všechny těžkosti dělali osadníci v Povolží určité pokroky. Již ke konci 18. století bylo dosaženo „skromného blahobytu“. Sklizně byly lepší a počet obyvatel mnohonásobně stoupl, takže v roce 1815 v mateřské a nových koloniích žilo 60 000, v roce 1850 již 165 000 lidí (k tomu navíc nové osady jako Am Trakt a Stará Samara). Ve druhé půli 19. století však znovu vzrostly hospodářské problémy, což souviselo především s nedobrým stavem zemědělství. Pozemky totiž nebyly nikdy v soukromém vlastnictví, nýbrž byly vždy pouze pachtováno – zpočátku státem, později obcí, která se pokaždé měla starat o co nejspravedlivější dělení. Tyto přidělovací obce se po zrušení nevolnictví utvářely již dříve u většiny ruských sedláků. Vlivem růstu obyvatelstva a nedostatku jiných možností sehnat práci mimo zemědělství, vyvstal problém, že časem bylo pro sedláky stále méně zemědělské volné půdy. Skupování pozemků si nemohli dovolit, proto byla země obdělávána velmi intenzivně a místy byla vyčerpána. To byla jedna z příčin neúrod a hladových let ve druhé polovině 19. století.

### Osadníci uČerného moře
Jižní Rusko a severní Černomoří s černomořskými Němci bylo vedle Povolží druhou nejčastěji osidlovanou oblastí německými kolonisty v Rusku. Tento kraj, dnes převážně na území Ukrajiny, připadlo k Ruskému impériu v době panování Kateřiny II. po dvou válkách s Osmanskou říší (1768-1774) a anexi Krymského chanátu (1783) k jihu Ruska. Toto území však nebylo co do složení obyvatelstva zdaleka tak jednotné jako Povolží. Střed tohoto území byl spíše řadou kolonií, od Volyně až po Kavkaz. První němečtí osadníci přicházeli od roku 1787 v první linii z území západního Pruska (dnešní Polsko), později také ze západních a jihozápadních oblastí Německa a také z okolí Varšavy. Jako uprchlíci z náboženských důvodů přicházeli především menonité, kteří se proslavili jako „zdatní zemědělci“ a přebírali úlohu vzorných hospodářů. Tyto náboženské skupiny si dokázaly opatřit informace o stavu a přiváželi s sebou vlastní nástroje a nářadí i zvířata. Kromě toho si již předem dokázali vyjednat lepší podmínky (větší příděly země apod.).
Jinak než v Povolží vypadala situace v jižním Rusku, kde sedláci do začátku dostávali rovněž větší díly pozemků, a kde byly statky v téměř nezměněné podobě předávány dědicům. I když těžkosti při zakládání vesnic byly podobné, ekonomická situace těchto kolonií byla celkové lepší, než těch na Volze. Rovněž zde existovala poptávka po dalších řemeslech, tudíž i bezzemci měli možnost obživy. 
V této promyšlenější a více na potřeby země zaměřené přistěhovalecké politice, prováděné menšími skupinami, pokračoval také car Alexandr I. Přitom se sice orientoval na Kateřinu Velikou, omezila však výběr osadníků různými nařízeními pro zámožnější rodiny.
Nejlepší podmínky vedly – ruku v ruce s moderním zemědělským vybavením – k hospodářskému rozkvětu v koloniích. Následkem hospodářského rozmachu Němců v Rusku se zlepšovala infrastruktura a německá menšina se v rámci Ruského carství začínala vydělovat v politicky, ekonomicky a finančně vlivnou skupinu. V nadprůměrném množství bylo možné je nacházet ve vyšších úřednických funkcích, vlastnili banky a úspěšné továrny.

### Zrušení zvláštního statusu
Zrušení nevolnictví v Rusku carem Alexandrem II. znamenalo také formální zrovnoprávnění ruských hospodářů s německým. Z důvodu neprovedené pozemkové reformy však nezískali osvobození ruští sedláci pozemky, na nichž dosud hospodařili a mnoho z nich proto od té doby pracovalo jako nádeníci u německých sedláků, což nezřídka vedlo k nevraživosti ruského obyvatelstva vůči Němcům.
Tzv. "vyrovnávací zákon" z roku 1871 měl zajistit pozvolné zrušení zvláštního statusu kolonistů. Samosprávné instituce byly rozpuštěny, ruština se stala povinnou na úřadech ve školách a v armádě. Tento vývoj je možno na jednu stranu považovat za emancipaci v oblasti spolurozhodovacího práva a současně integrace, na druhé straně jako pokus o podřízení a počátek asimilace ruských Němců ("rusifikace"). V době nadcházející industrializace sice vnímalo mnoho ruských Němců tento nucený únik z izolace také jako šanci, zároveň však byli konfrontováni s rostoucí silou panslavismu a nepřátelství vůči Němcům. Jelikož vyrovnávací zákon připadl na rok 1871, kdy byla vyhlášena Německé říše, která se po třetím dělení Polska (1795) stala bezprostředním sousedem Ruska.
Tato rozsáhlá rusifikace od doby kolem roku 1870 až do počátku 20. století vedla k tomu, že do roku 1912 přibližně 300 000 ruských Němců vycestovalo do Severní a Jižní Ameriky, což ovšem růst populace v rámci skupiny nikterak zvláště neovlivnilo, neboť díky vysoké porodnosti vzrostl počet ruských Němců do roku 1914 na 2,4 milionu.

### Protiněmecké nálady
Ke konci 19. století obývalo 270 000 černomořských Němců třikrát více vesnic, než 400 000 Volžských Němců. Na územích v okolí hlavních sídel, ale také velmi daleko na Sibiři a v Kazachstánu, vznikaly dceřiné kolonie. Podíl Němců v Rusku nadále rostl díky přistěhovalectví z někdejšího polského pohraničí do Volyně. Tento vývoj, ruskými nacionalistickými kruhy označovaný jako "germanizace" a k tomu také nevraživost vůči poměrně blahobytným ruským Němcům ve městech a v Jižním Rusku, ještě zesilovalo protiněmecké nálady v zemi.